# 隆羅克鎮區 (阿肯色州巴克斯特縣)
隆羅克鎮區（英語：Lone Rock Township）是位於美國阿肯色州巴克斯特縣的一個行政鎮區。

## 地方資料
隆羅克鎮區的面積為72.66平方千米，當中陸地面積為71.39平方千米，而水域面積為1.27平方千米。根據2010年美國人口普查的數據，當地共有人口415人，而人口密度為每平方千米5.71人。